# Mitotan
Mitotan (łac. mitotanum) – organiczny związek chemiczny, dwupierścieniowy związek aromatyczny, chlorowany węglowodór stosowany niegdyś jako insektycyd, zamiennik DDT, stosowany w leczeniu raka kory nadnercza.

## Historia
Mitotan był stosowany pierwotnie jako insektycyd. Do terapii został wprowadzony w latach 60. przez Bergenstala. Zastosował on mitotan w leczeniu raka kory nadnercza u 18 pacjentów, z czego u 7 stwierdzono zmniejszenie guza i spadek sekrecji. Lek podawany był w bardzo wysokich dawkach, rzędu 8–10 g dziennie, co wywoływało nasilone objawy niepożądane. Nie zniechęciło to jednak National Cancer Institute, który ze względu na obiecujące wyniki próby przeprowadzonej przez Bergenstala, postanowił objąć badaniem 138 pacjentów. Jego wyniki, opublikowane w 1966 roku przez Huttera i Kayhoe, stwierdzały, że u 34% pacjentów leczonych mitotanem w dawkach 5–10 g na dobę przez okres 7 miesięcy zaobserwowano regresję guza. Nie wykazano jednak statystycznie istotnego wydłużenia czasu przeżycia w porównaniu z grupą kontrolną pacjentów, którym mitotanu nie podawano.
W latach 70. XX wieku Lubitz podawał mitotan 115 chorym cierpiącym na nieoperacyjnego raka kory nadnercza w dawce do 20 g dziennie. Zmniejszenie stężenia glikokortykosteroidów zaobserwowano u 81% pacjentów, natomiast regresję guza – u 61%. Również przeżywalność zwiększyła się dwukrotnie w porównaniu z grupą pacjentów, którzy nie zażywali mitotanu, oraz z wcześniejszymi wynikami badań. Tę wysoką skuteczność powiązano jednak z krótkim okresem, jaki upłynął od momentu postawienia diagnozy do momentu wdrożenia leczenia.
W 1984 roku ukazała się publikacja autorstwa Bowena, w której autor opisał przypadek całkowitej remisji guza po leczeniu mitotanem oraz przytoczył 7 podobnych z piśmiennictwa. Późniejsze badania na dużo większej liczbie pacjentów nie były tak obiecujące. Odpowiedź na leczenie uzyskano u 19–44% chorych, całkowitej remisji guza nie stwierdzono. Nie uzyskano również znaczącego wzrostu przeżywalności, nawet u chorych, u których wystąpiła odpowiedź na leczenie potwierdzona badaniami hormonalnymi.

## Badania kliniczne
Badania kliniczne nad skutecznością mitotanu w leczeniu raka kory nadnercza nie są jednoznaczne. Część z nich dowodzi, że lek nie wpływa na ogólną przeżywalność oraz że odpowiedź na leczenie nie występuje zbyt często (22–24%). Wiele badań klinicznych wskazuje, że skuteczność mitotanu zależy w bardzo dużej mierze od jego stężenia we krwi, które powinno wynosić powyżej 14 μg/ml. Powyżej 20 μg/ml mitotan wywołuje objawy uboczne, głównie ze strony układu nerwowo-mięśniowego. W jednym z badań wykazano, że mitotan wydłuża przeżycie wolne od nawrotu choroby u pacjentów z radykalnie wyciętym rakiem nadnercza.
Polskie badania, przeprowadzone na 52 chorych, dowiodły, że lepsze rezultaty przynosi terapia mitotanem podejmowana bezpośrednio po operacji usunięcia guza kory nadnercza. Zwrócono także uwagę na wciąż nierozwiązany problem czasu trwania leczenia mitotanem u chorych po resekcji guza, u których nie odnotowano nawrotów choroby. Najlepsze efekty uzyskano w badaniach klinicznych opartych na terapii wielolekowej, gdzie cisplatynę, doksorubicynę i/lub etopozyd podaje się razem z mitotanem.

## Mechanizm działania
Mechanizm działania mitotanu nie jest w pełni wyjaśniony. Badania na zwierzętach wskazują, że lek działa bezpośrednio cytotoksycznie na komórki kory nadnercza poprzez toksyczny wpływ na mitochondria. Działanie to jest selektywne, postępujące i dotyczy wyłącznie warstwy siatkowatej i pasmowatej kory nadnercza, które odpowiadają za produkcję glikokortykosteroidów. Mitotan nie wpływa na warstwę kłębkową, produkującą aldosteron. Mitotan hamuje syntezę kortyzolu poprzez rozrywanie łańcucha cholesterolu, który jest prekursorem wszystkich hormonów steroidowych, oraz 11-β-hydroksylację – etap niezbędny podczas syntezy steroidów. Jest inhibitorem dehydrogenazy G-6-P, hamując tym samym syntezę fosfopirydyny w nadnerczach oraz jej metabolizm. Najprawdopodobniej mitotan wpływa również na obwodowy metabolizm steroidów. Wywiera również wpływ na białka wiążące kortykosteroidy oraz hormony płciowe, zwiększając ich stężenie we krwi. Mitotan jest również silnym inhibitorem P-glikoproteiny.

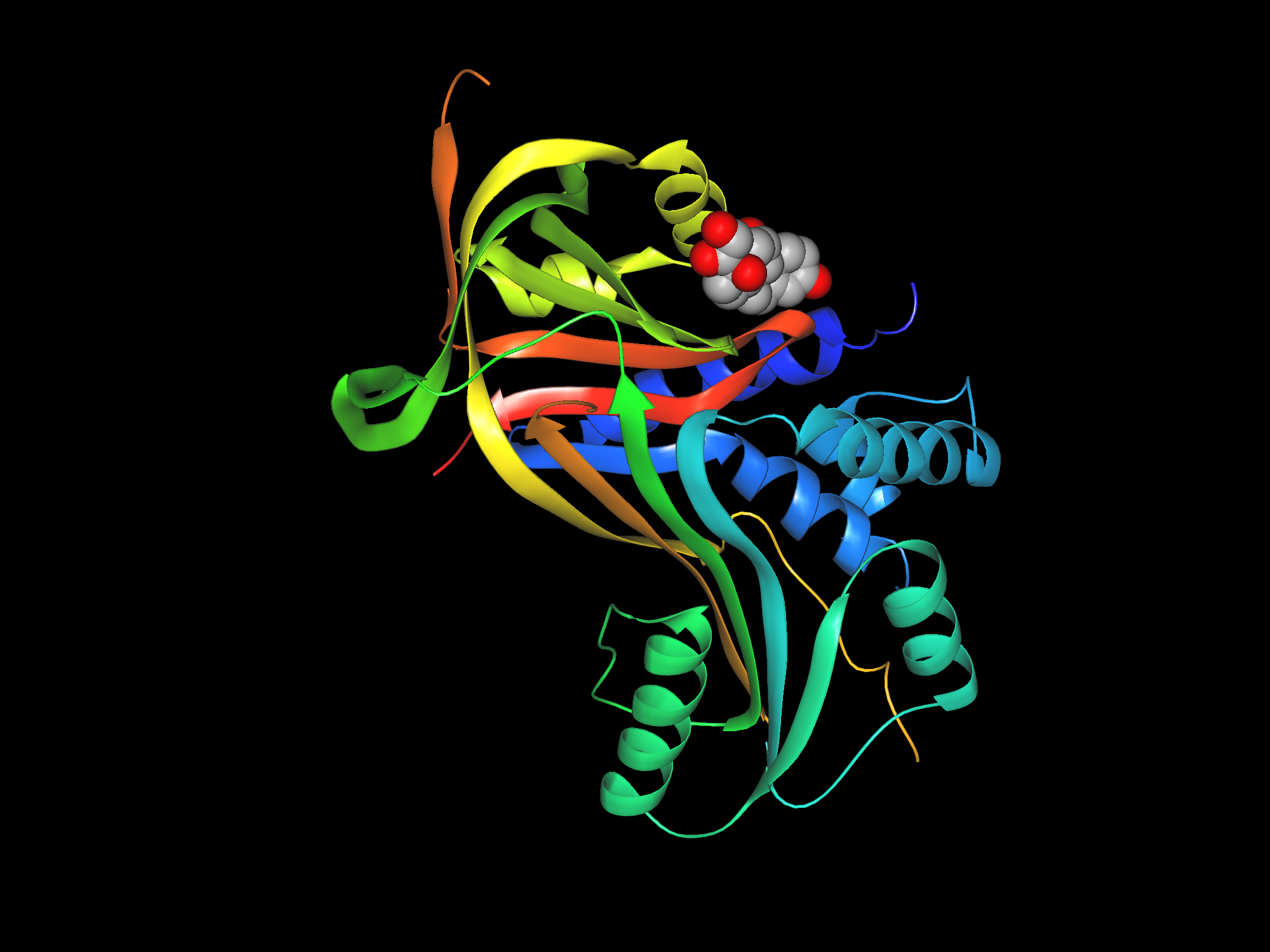
Białko wiążące kortykosteroidy (na ilustracji związane z ligandem – hydrokortyzonem).

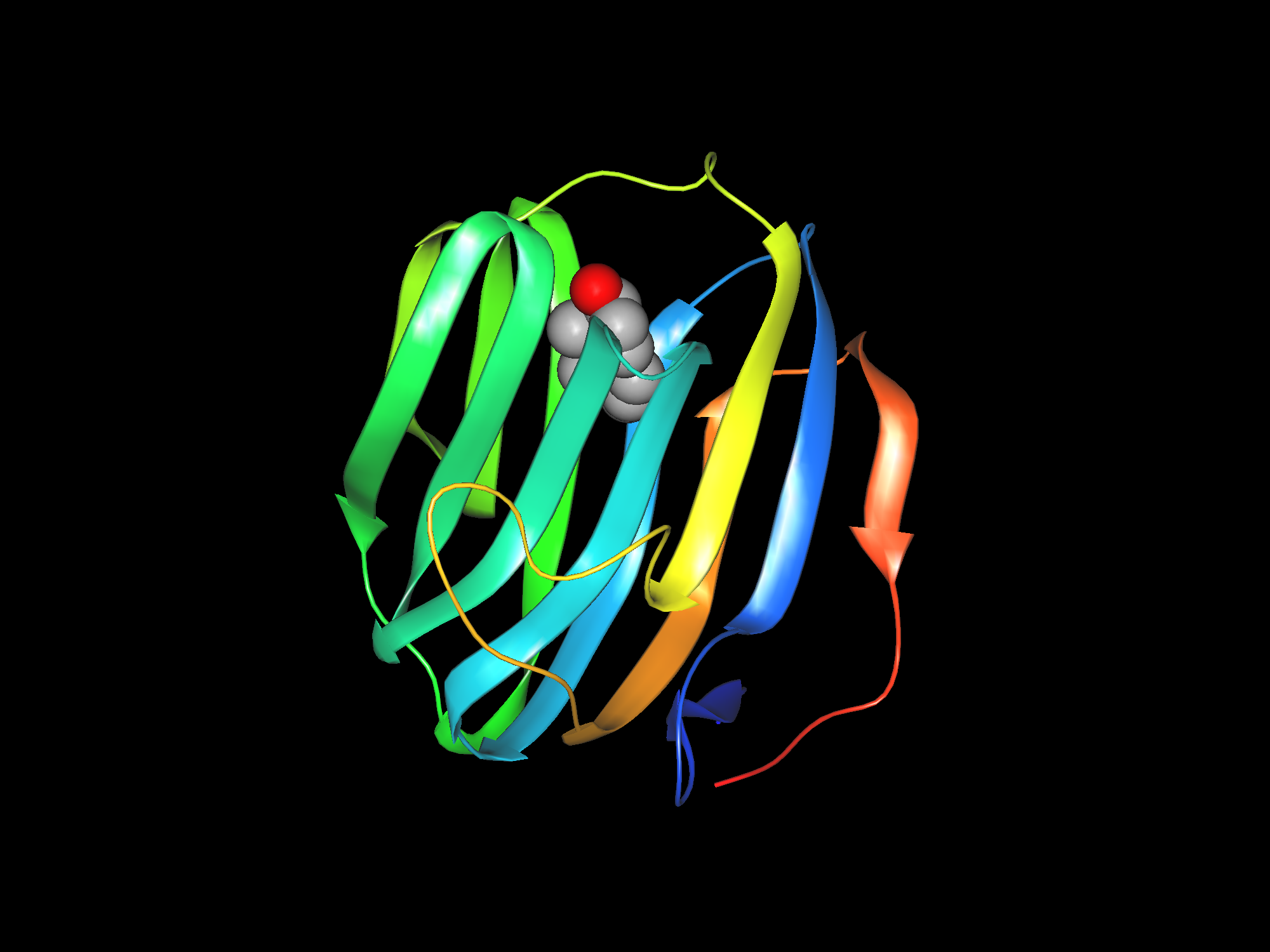
Białko wiążące hormony płciowe (na ilustracji związane z ligandem – dihydrotestosteronem).

## Synteza chemiczna mitotanu
Synteza mitotanu jest dwuetapowym procesem. W pierwszym etapie otrzymywany jest 1-(2-chlorofenylo)-2,2-dichloroetanol, w wyniku kondensacji dichloroaldehydu octowego ze związkiem Grignarda – bromkiem (2-chlorofenylo)magnezu. Następnie związek ten reaguje z chlorobenzenem w obecności kwasu siarkowego dając mitotan.

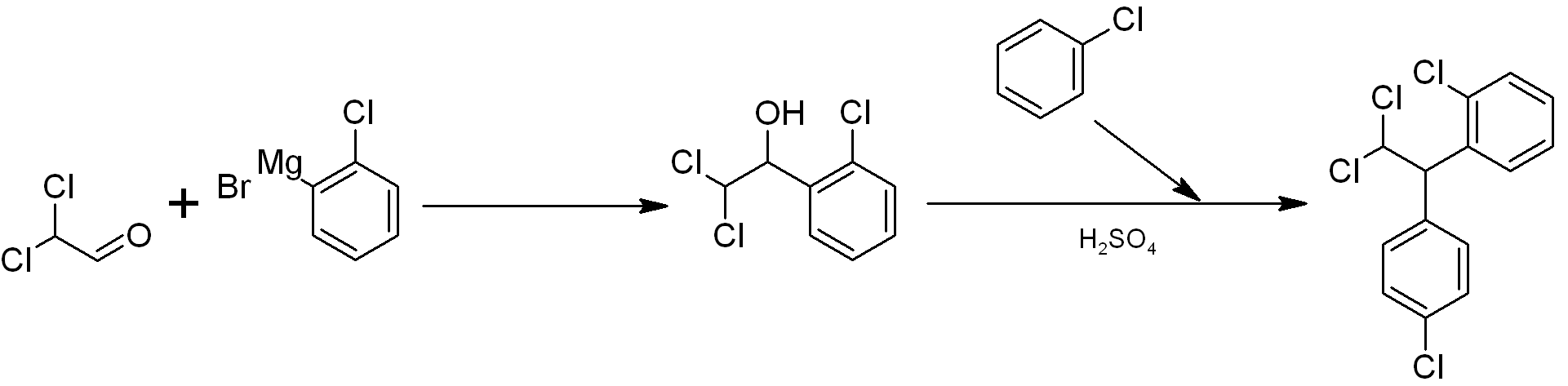
Synteza mitotanu

## Wskazania
Mitotan stosowany jest w leczeniu objawowym zaawansowanego raka kory nadnercza, zarówno hormonalnie czynnego, jak i „cichego”, a także w łagodzeniu objawów zespołu Cushinga.
Lek stosuje się również w weterynarii w leczeniu nadczynności kory nadnercza u psów.

## Farmakokinetyka
Mitotan z przewodu pokarmowego wchłania się w ciągu 3–5 godzin, średnio w 40%. Pokarm bogaty w tłuszcze znacząco zwiększa procent wchłaniania leku, a tym samym jego stężenie we krwi. Lek wiąże się z białkami osocza w niewielkim procencie. Okres półtrwania jest zróżnicowany i waha się w granicach od 18 do 159 dni. Ma to związek z kumulacją mitotanu w tkance tłuszczowej. Lek metabolizowany jest w wątrobie. Badania wykazały, że głównym metabolitem jest kwas octowy 1,1-(o,p’-dichlorofenylu) (o,p’-DDA). W mniejszych ilościach powstaje również analog mitotanu – 1,1-(o,p’-dichlorodifenylo)-2,2-dichloroeten. Lek wydalany jest głównie z kałem, prawie wyłącznie w postaci metabolitów.

## Przeciwwskazania
- nadwrażliwość na mitotan lub jakikolwiek inny składnik preparatu,
- karmienie piersią (ze względu na właściwości lipofilne lek przenika do mleka matki)

## Ostrzeżenia specjalne
1. Terapię mitotanem powinien prowadzić lekarz doświadczony w leczeniu guzów kory nadnercza.
2. Przed rozpoczęciem leczenia mitotanem należy usunąć jak największą ilość tkanek zrakowaciałych z ognisk przerzutowych w celu zminimalizowania ryzyka wystąpienia krwotoku w tkance nowotworowej na skutek szybkiego działania leku.
3. Podawanie mitotanu wiąże się z koniecznością stosowania substytucyjnego leczenia steroidami, ponieważ u większości pacjentów obserwuje się podczas leczenia mitotanem niewydolność kory nadnercza[30].
4. Należy tymczasowo przerwać podawanie mitotanu w przypadku wstrząsu, ciężkiego urazu lub infekcji oraz wdrożyć podawanie egzogennych steroidów. Pacjenci leczeni mitotanem powinni mieć przy sobie kartę pacjenta, która informuje o możliwości wystąpienia niewydolności kory nadnerczy.
5. Stężenie mitotanu we krwi powinno być badane regularnie w celu uzyskania jego stałego poziomu (powyżej 14 μg/ml)[31].
6. Należy zachować szczególną ostrożność podczas leczenia pacjentów cierpiących na lekkie lub umiarkowane zaburzenia czynności wątroby lub nerek.
7. Mitotan kumuluje się w tkance tłuszczowej. Wpływa to na okres półtrwania mitotanu oraz może być przyczyną nagłego wzrostu stężenia leku w osoczu pomimo podawania stałych dawek. Tyczy się to szczególnie pacjentów z nadwagą.
8. Długotrwałe leczenie mitotanem może powodować odwracalne uszkodzenie mózgu oraz zaburzenia w jego funkcjonowaniu. Zaleca się regularne badania neurologiczne i psychologiczne, szczególnie wtedy, gdy stężenie leku w osoczu przekracza 20 μg/ml[32].
9. Mitotan może wydłużać czas krwawienia. Należy wziąć to pod uwagę w przypadku planowania zabiegu chirurgicznego[33].
10. Istnieją doniesienia świadczące o tym, że mitotan stosowany w ciąży powoduje wady w budowie kory nadnercza. Kobiety w wieku rozrodczym powinny stosować skuteczną antykoncepcję przez cały okres leczenia mitotanem, a także po jego zakończeniu – do czasu, aż stężenie mitotanu w osoczu będzie niewykrywalne[34][35].
11. Wśród dzieci i młodzieży leczonych mitotanem obserwuje się opóźnienie neuropsychologiczne. Należy monitorować czynność tarczycy, której zaburzenia wywołane przez mitotan mogą być przyczyną występowania opóźnienia rozwojowego.
12. Mitotan indukuje cytochrom P450. Należy zachować ostrożność przy jednoczesnym podawaniu mitotanu i leków metabolizowanych przez P450[36].
13. Mitotan zwiększa poziom białek wiążących hormony, przede wszystkim białka wiążącego hormony płciowe (SHBG) i białka wiążącego kortykosteroidy. Może to prowadzić do ginekomastii. Należy więc wziąć to pod uwagę podczas interpretacji wyników badań laboratoryjnych w zakresie oznaczania poziomu hormonów[37].

## Interakcje
Mitotanu nie należy podawać łącznie ze spironolaktonem, ponieważ blokuje on działanie leku. Mitotan przyspiesza metabolizm warfaryny poprzez indukowanie enzymów wątrobowych. Jako że lek pobudza izoenzymy cytochromu P450, należy zachować szczególną ostrożność podczas jednoczesnego stosowania mitotanu i leków, w których metabolizmie udział bierze układ izoenzymów P450 (leki przeciwdrgawkowe, ryfabutyna, ryfampicyna, gryzeofulwina, wyciągi zawierające ziele dziurawca). Leki działające na ośrodkowy układ nerwowy mogą nasilać objawy niepożądane wywołane przez mitotan, a dotyczące tego układu.

## Działania niepożądane
Ich występowanie jest uzależnione od stężenia mitotanu we krwi. Mogą wystąpić:
- zaburzenia w funkcjonowaniu przewodu pokarmowego (wymioty, biegunka, nudności), które zgłaszają niemal wszyscy pacjenci leczeni mitotanem. Niektóre z nich (jadłowstręt) mogą świadczyć o zaburzeniach neurologicznych[40].
- ataksja, parestezje, zawroty głowy, senność, które zgłasza 40% pacjentów. Ponadto odnotowano zaburzenia pamięci, napady agresji, ośrodkowy zespół przedsionkowy, dyzartrię, zespół Parkinsona.
- wysypki skórne, które obserwowano u 5–25% pacjentów
- leukopenia, występująca u 8–12% leczonych mitotanem
- wydłużenie czasu krwawienia, pojawiające się u 90% pacjentów
- wzrost aktywności enzymów wątrobowych[41]
- niewydolność kory nadnercza
- autoimmunologiczne zapalenie wątroby (u 7% leczonych mitotanem)
- miastenia
- ginekomastia
- niedokrwistość, trombocytopenia
- niewydolność tarczycy[42]
- ból w miejscu podania preparatu
- niedociśnienie ortostatyczne
- hipourykemia[43]
- zapalenie pęcherza moczowego
- nadmierne wydzielanie śliny
- zaburzenia widzenia
- hipercholesterolemia lub hipertriglicerydemia[44][45].

Objawy uboczne ustępują po odstawieniu mitotanu lub po zmniejszeniu jego stężenia we krwi.

## Preparaty
- Lysodren – Laboratoire HRA Pharma – tabletki 500 mg